# Guare (Los Ríos)
Guare ist eine Ortschaft und eine Parroquia rural („ländliches Kirchspiel“) im Kanton Baba der ecuadorianischen Provinz Los Ríos. Die Parroquia besitzt eine Fläche von 233,48 km². Die Einwohnerzahl lag im Jahr 2010 bei 11.447.

## Lage
Die Parroquia Guare liegt in der Tiefebene westlich der Anden. Das Gebiet hat eine Längsausdehnung in SSW-NNO-Richtung von 33 km. Es liegt auf einer mittleren Höhe von 20 m. Der Río Arenal fließt entlang der südöstlichen Verwaltungsgrenze nach Süden. Im Südwesten reicht das Areal bis zum Río Junquillo. Der Hauptort Guare befindet sich 12,5 km nordnordwestlich vom Kantonshauptort Baba.
Die Parroquia Guare grenzt im Westen an die Parroquias Antonio Sotomayor und Vinces (beide im Kanton Vinces), im Nordosten und im zentralen Osten an die Parroquias Puerto Pechiche, Puebloviejo und San Juan (alle drei im Kanton Puebloviejo), im Südosten an die Parroquia Isla de Bejucal sowie im Süden an die Parroquia Baba.

## Orte und Siedlungen
Die Bevölkerung der Parroquia ist über 44 Recintos verstreut.

## Geschichte
Die Parroquia Guare wurde am 4. April 1884 gegründet.